# David S. Garland
David Sheppard Garland (* 27. September 1769 bei New Glasgow, Amherst County, Colony of Virginia; † 7. Oktober 1841 in Clifford, Virginia) war ein US-amerikanischer Politiker. In den Jahren 1810 und 1811 vertrat er den Bundesstaat Virginia im US-Repräsentantenhaus.

## Leben
David Garland genoss eine akademische Schulausbildung. Nach einem anschließenden Jurastudium und seiner Zulassung als Rechtsanwalt begann er in diesem Beruf zu arbeiten. Gleichzeitig schlug er als Mitglied der Demokratisch-Republikanischen Partei eine politische Laufbahn ein. Zwischen 1799 und 1802 sowie nochmals von 1805 bis 1809 saß er im Abgeordnetenhaus von Virginia. In den Jahren 1809 bis 1811 gehörte er dem Staatssenat an.
Nach dem Rücktritt des Abgeordneten Wilson Cary Nicholas wurde Garland bei der fälligen Nachwahl für den 21. Sitz von Virginia als dessen Nachfolger in das US-Repräsentantenhaus in Washington, D.C. gewählt, wo er am 17. Januar 1810 sein neues Mandat antrat. Bis zum 3. März 1811 beendete er dort die laufende Legislaturperiode. Auch nach dem Ende seiner Zeit im US-Repräsentantenhaus blieb David Garland weiterhin politisch aktiv. Zwischen 1814 und 1836 war er mehrfach Mitglied des Abgeordnetenhauses von Virginia. Er starb am 7. Oktober 1841 in Clifford.